# Long Lost Son
Long Lost Son (em português Rapto de Sangue) um filme feito para a TV americana em 2006.